# Spot (fotografia)
Pomiar centralny, pomiar punktowy, spot (pol. punkcik, plamka) – sposób pomiaru światła w automatycznych lustrzankach, zaawansowanych cyfrowych aparatach kompaktowych, a także w światłomierzach wyposażonych w tę funkcję oraz lunetkę obserwacyjną.
Pomiar centralny pozwala na ustalenie wartości światła w środkowej części kadru, zajmującej nie więcej niż 5% jego powierzchni całkowitej. W aparatach firmy Minolta pomiar punktowy realizowany jest na części nie przekraczającej 3% powierzchni kadru.